# Марко Видович
Марко Видович е черногорски футболист, играещ като ляв халф или ляв бек.

## Кариера
Юноша е на Партизан (Белград). През 2007 подписва с Хайдук Белград. През 2008 отива в Будучност Подгорица и решава да играе за отбора на Черна Гора. Записва 2 мача за младежкия национален отбор. Изиграва 42 мача за Будучност и вкарва 5 попадения. В средата на 2010 е привлечен от Анортозис. Дебютира срещу ЦСКА Москва в Лига Европа. На 28 януари 2011 е привлечен в Левски за 50 000 евро. На 2 февруари преминава медицински тестове и подписва контракт. Изиграва 7 срещи. Получава травма в крака, но преди началото на сезон 2011/12 се възстановява. През 2011/12 изиграва само 2 мача. В началото на 2012 е освободен.